# 约尔格·卢克
约尔格·卢克（德語：Jörg Lucke，1942年1月7日—），德国男子赛艇运动员。他曾代表东德参加1968年和1972年夏季奥林匹克运动会赛艇比赛，获得二枚金牌，其中1968年获得男子双人单桨无舵手金牌，1972年则获得男子双人单桨有舵手金牌。